# Ulf Jonströmer
Ulf Jonströmer, född 1945 på Östermalm i Stockholm, är en svensk civilekonom, IT-entreprenör och riskkapitalist. Han är grundare av AU-system, Across wireless, ID2 Technologies, Brainheart  samt Gripsholmsskolan  i Mariefred.

## Biografi
Jonströmer växte upp på Östermalm i Stockholm. Föräldrarna var ingenjörer, fadern forsknings- och laboratoriechef på Gränges i Oxelösund, modern fabrikschef på Kabi. Efter värnplikt i Boden  arbetade Jonströmer på Volvo Data och Datasaab i Linköping. 
1974 startade Jonströmer AU-system tillsammans med en kamrat. På 1980-talet började de ta in externa ägare i AU-system, som Programator och Ericsson. Senare tillkom även Telia, Cisco och IBM. Ett av uppdragen gjordes åt Telia och utmynnade i en strategi för att flytta telefontrafik från fast telefoni till mobiltelefoni. Efter en långbänk beslutade han att realisera strategin på egen hand och startade två dotterbolag, Across Wireless och ID2 Technologies. 
2001 grundades riskkapitalbolaget Brainheart Capital av pengar som frigjordes från försäljningen av aktierna i AU-System, Across Wireless och ID2 Technologies, samt av investeringar från andra aktörer. Den större riskkapitalfonden på 1,4 miljarder kronor stängdes år 2010. En del av Brainheart lever kvar som riskkapitalbolag och drivs av makarna Jonströmer.

### Fotnoter
1. ↑  Brainheart
2. ↑  Gripsholmsskolan